# Qualifications à la Coupe d'Afrique des nations de football 2012, groupe K
Le groupe K des qualifications à la Coupe d'Afrique des nations de football 2012 est une compétition qualificative pour la phase finale de la Coupe d'Afrique des nations de football 2012, qui se déroule en janvier et février 2012 en Gabon et en Guinée équatoriale.

## Groupe K
| Rang | Équipe   | Pts | J | G | N | P | Bp | Bc | Diff |  | Résultats (▼ dom., ► ext.) |     |     |     |     |     |
| ---- | -------- | --- | - | - | - | - | -- | -- | ---- |  | -------------------------- | --- | --- | --- | --- | --- |
| 1    | Botswana | 17  | 8 | 5 | 2 | 1 | 7  | 3  | +4   |  | Botswana                   |     | 1-0 | 0-0 | 2-1 | 1-0 |
| 2    | Tunisie  | 14  | 8 | 4 | 2 | 2 | 14 | 6  | +8   |  | Tunisie                    | 0-1 |     | 2-2 | 2-0 | 5-0 |
| 3    | Malawi   | 12  | 8 | 2 | 6 | 0 | 13 | 8  | +5   |  | Malawi                     | 1-1 | 0-0 |     | 1-0 | 6-2 |
| 4    | Togo     | 6   | 8 | 1 | 3 | 3 | 6  | 10 | -4   |  | Togo                       | 1-0 | 1-2 | 1-1 |     | 0-0 |
| 5    | Tchad    | 3   | 8 | 0 | 3 | 5 | 7  | 20 | -13  |  | Tchad                      | 0-1 | 1-3 | 2-2 | 2-2 |     |

## Résultats
| 1re journée                  | Tchad                   | 2 - 2   | Togo                     | Stade Idriss Mahamat Ouya, N'Djamena |                             |
| 1er juillet 2010 17h00 UTC+1 | Djime 20e · M'Baiam 28e | (2 - 1) | Mani 25e · Aloenouvo 68e | Arbitrage : Mohamed Benouza          | Arbitrage : Mohamed Benouza |
| 1er juillet 2010 17h00 UTC+1 | Feuille de match        |         |                          | Arbitrage : Mohamed Benouza          | Arbitrage : Mohamed Benouza |

| 1er juillet 2010 | Tunisie          | 0 - 1   | Botswana         | Stade d'El Menzah, Tunis  |                           |
| 19h15 UTC+1      |                  | (0 - 1) | Ramatlhkwane 35e | Arbitrage : Badara Diatta | Arbitrage : Badara Diatta |
| 19h15 UTC+1      | Feuille de match |         |                  | Arbitrage : Badara Diatta | Arbitrage : Badara Diatta |

| 2e journée                 | Togo             | 1 - 1   | Malawi           | Stade de Kégué, Lomé       |                            |
| 9 juillet 2010 11h00 UTC+0 | Aloenouvo 75e    | (0 - 1) | Mwakasungula 18e | Arbitrage : Daniel Bennett | Arbitrage : Daniel Bennett |
| 9 juillet 2010 11h00 UTC+0 | Feuille de match |         |                  | Arbitrage : Daniel Bennett | Arbitrage : Daniel Bennett |

| 9 juillet 2010 | Botswana         | 1 - 0   | Tchad | Botswana National Stadium, Gaborone |                                     |
| 15h00 UTC+2    | Mongala 50e      | (0 - 0) |       | Arbitrage : Rajindraparsad Seechurn | Arbitrage : Rajindraparsad Seechurn |
| 15h00 UTC+2    | Feuille de match |         |       | Arbitrage : Rajindraparsad Seechurn | Arbitrage : Rajindraparsad Seechurn |

| 3e journée               | Tchad            | 1 - 3   | Tunisie                           | Stade Idriss Mahamat Ouya, N'Djamena |                                    |
| 11 août 2010 15h00 UTC+1 | Ndouassel 72e    | (0 - 2) | Korbi 9e · Ben Khalfallah 43e 81e | Arbitrage : Désiré Doué Noumandiez   | Arbitrage : Désiré Doué Noumandiez |
| 11 août 2010 15h00 UTC+1 | Feuille de match |         |                                   | Arbitrage : Désiré Doué Noumandiez   | Arbitrage : Désiré Doué Noumandiez |

| 11 août 2010 | Malawi           | 1 - 1   | Botswana         | Kamuzu Stadium, Blantyre               |                                        |
| 16h00 UTC+2  | Banda 75e        | (1 - 1) | Ramatlhkwane 62e | Arbitrage : Helder Martins de Carvalho | Arbitrage : Helder Martins de Carvalho |
| 16h00 UTC+2  | Feuille de match |         |                  | Arbitrage : Helder Martins de Carvalho | Arbitrage : Helder Martins de Carvalho |

| 4e journée                   | Botswana                       | 2 - 1   | Togo      | Botswana National Stadium, Gaborone |                         |
| 4 septembre 2010 15h00 UTC+2 | Mogorosi 6e · Ramatlhkwane 47e | (1 - 1) | Gakpé 44e | Arbitrage : Issa Kagabo             | Arbitrage : Issa Kagabo |
| 4 septembre 2010 15h00 UTC+2 | Feuille de match               |         |           | Arbitrage : Issa Kagabo             | Arbitrage : Issa Kagabo |

| 4 septembre 2010 | Tunisie          | 2 - 2   | Malawi                            | Stade du 7-Novembre, Radès |                            |
| 21h30 UTC+1      | Jemâa 11e 26e    | (2 - 1) | Msowoya 45e · Kanyenda 82e (pen.) | Arbitrage : Joseph Lamptey | Arbitrage : Joseph Lamptey |
| 21h30 UTC+1      | Feuille de match |         |                                   | Arbitrage : Joseph Lamptey | Arbitrage : Joseph Lamptey |

| 5e journée                 | Malawi                                                          | 6 - 2   | Tchad                       | Kamuzu Stadium, Blantyre    |                             |
| 9 octobre 2010 14h30 UTC+2 | Zakazaka 14e · Kanyenda 21e 52e · Msowoya 68e 72e · Ng’Ambi 85e | (2 - 1) | Ndouassel 35e · M'Baiam 82e | Arbitrage : Sylvester Kirwa | Arbitrage : Sylvester Kirwa |
| 9 octobre 2010 14h30 UTC+2 | Feuille de match                                                |         |                             | Arbitrage : Sylvester Kirwa | Arbitrage : Sylvester Kirwa |

| 10 octobre 2010 | Togo             | 1 - 2   | Tunisie                  | Stade de Kégué, Lomé                                 |                                                      |
| 15h30 UTC+0     | Mani 41e         | (1 - 1) | Jemâa 38e · Chermiti 83e | Spectateurs : 27 000 Arbitrage : Abdel Rahman Khalid | Spectateurs : 27 000 Arbitrage : Abdel Rahman Khalid |
| 15h30 UTC+0     | Feuille de match |         |                          | Spectateurs : 27 000 Arbitrage : Abdel Rahman Khalid | Spectateurs : 27 000 Arbitrage : Abdel Rahman Khalid |

| 6e journée                   | Togo             | 0 - 0 | Tchad | Stade de Kégué, Lomé                            |                                                 |
| 17 novembre 2010 15h00 UTC+0 |                  |       |       | Spectateurs : 5 000 Arbitrage : Koman Coulibaly | Spectateurs : 5 000 Arbitrage : Koman Coulibaly |
| 17 novembre 2010 15h00 UTC+0 | Feuille de match |       |       | Spectateurs : 5 000 Arbitrage : Koman Coulibaly | Spectateurs : 5 000 Arbitrage : Koman Coulibaly |

| 17 novembre 2010 | Botswana         | 1 - 0   | Tunisie | University of Botswana Stadium, Gaborone         |                                                  |
| 16h00 UTC+1      | Ramatlhkwane 45e | (1 - 0) |         | Spectateurs : 8 000 Arbitrage : Wellington Kaoma | Spectateurs : 8 000 Arbitrage : Wellington Kaoma |
| 16h00 UTC+1      | Rapport          |         |         | Spectateurs : 8 000 Arbitrage : Wellington Kaoma | Spectateurs : 8 000 Arbitrage : Wellington Kaoma |

| 7e journée               | Malawi           | 1 - 0   | Togo | Kamuzu Stadium, Blantyre                              |                                                       |
| 26 mars 2011 14h30 UTC+2 | Chavula 17e      | (1 - 0) |      | Spectateurs : 25 000 Arbitrage : Mal Souley Mohamadou | Spectateurs : 25 000 Arbitrage : Mal Souley Mohamadou |
| 26 mars 2011 14h30 UTC+2 | Feuille de match |         |      | Spectateurs : 25 000 Arbitrage : Mal Souley Mohamadou | Spectateurs : 25 000 Arbitrage : Mal Souley Mohamadou |

| 26 mars 2011 | Tchad            | 0 - 1   | Botswana         | Stade omnisports Idriss-Mahamat-Ouya, Ndjamena |  |
| 16h00 UTC+1  |                  | (0 - 0) | Ramatlhkwane 50e |                                                |  |
| 16h00 UTC+1  | Feuille de match |         |                  |                                                |  |

| 8e journée              | Botswana | 0 - 0   | Malawi | Botswana National Stadium, Gaborone |                           |
| 5 juin 2011 15h00 UTC+2 |          | (0 - 0) |        | Arbitrage : Badara Diatta           | Arbitrage : Badara Diatta |

| 5 juin 2011 | Tunisie                                         | 5 - 0   | Tchad | Stade olympique de Sousse, Sousse |                                |
| 18h00 UTC+1 | Jemâa 22e 45e 53e · Abdennour 35e · Darragi 47e | (3 - 0) |       | Arbitrage : Aboubacar Bangoura    | Arbitrage : Aboubacar Bangoura |
| 18h00 UTC+1 | Feuille de match                                |         |       | Arbitrage : Aboubacar Bangoura    | Arbitrage : Aboubacar Bangoura |

| 9e journée                   | Malawi           | 0 - 0   | Tunisie | Kamuzu Stadium, Blantyre |                          |
| 3 septembre 2011 14h30 UTC+2 |                  | (0 - 0) |         | Arbitrage : Eddy Maillet | Arbitrage : Eddy Maillet |
| 3 septembre 2011 14h30 UTC+2 | Feuille de match |         |         | Arbitrage : Eddy Maillet | Arbitrage : Eddy Maillet |

| 4 septembre 2011 | Togo             | 1 - 0   | Botswana | Stade de Kégué, Lomé      |                           |
| 15h30 UTC+0      | Arimiyao 23e     | (0 - 0) |          | Arbitrage : Denis Dembélé | Arbitrage : Denis Dembélé |
| 15h30 UTC+0      | Feuille de match |         |          | Arbitrage : Denis Dembélé | Arbitrage : Denis Dembélé |

| 10e journée                | Tchad                      | 2 - 2   | Malawi                     | Stade omnisports Idriss-Mahamat-Ouya, Ndjamena |  |
| 8 octobre 2011 16h00 UTC+1 | Barthelemy 65e · Labbo 95e | (0 - 1) | Ng’ambi 35e · Nyirenda 81e |                                                |  |
| 8 octobre 2011 16h00 UTC+1 | Feuille de match           |         |                            |                                                |  |

| 8 octobre 2011 | Tunisie                  | 2 - 0   | Togo | Stade olympique de Radès, Tunis |                             |
| 16h00 UTC+1    | Hichri 19e · Khalifa 78e | (1 - 0) |      | Arbitrage : Djamel Haimoudi     | Arbitrage : Djamel Haimoudi |
| 16h00 UTC+1    | Feuille de match         |         |      | Arbitrage : Djamel Haimoudi     | Arbitrage : Djamel Haimoudi |

## Buteurs
47 buts ont été inscrits en 20 rencontres dans le groupe K.
6 buts
- Issam Jemâa

4 buts
- Jerome Ramatlhkwane

3 buts
- Esau Kanyenda
- Chiukepo Msowoya

2 buts
- Backer Aloenouvo
- Sapol Mani

1 but
- Leger Djim-Nam
- Nkiambe Mbaiam
- Ezekiel Ndouassi
- Ezechiel Ndovasel
- Nkiambe Mbaiam
- Floyd Ayité
- Hellings Mwakasungula
- Davi Banda
- Jimmy Zakazaka
- Robert Ng'Ambi
- Khaled Korbi
- Fahid Ben Khalfallah
- Amine Chermiti
- Oussama Darraji
- Aymen Abdennour
- Phenyo Mongala
- Joel Mogorosi